# Сойбельман, Самуил Нисонович
Самуи́л Ни́сонович Со́йбельман (варианты отчества: Ниссонович, Ниссанович; 1895, Бельцы, Бессарабская губерния — 17 февраля 1938, Соловки) — участник Гражданской войны (комдив), разведчик-нелегал, сотрудник 4-го управления Штаба РККА.

## Биография
С августа 1918 года — в РККА: комиссар снабжения 1-й Армии Восточного фронта, начальник снабжения частей 1-й Конной армии. В 1923 году окончил Высшие академические курсы РККА в Москве. С 1925 года — в системе Главного разведывательного управления РККА (с апреля 1927 по 1934 год в распоряжении Разведуправления штаба РККА). В 1925—1928 годах — на нелегальной работе за рубежом. В конце 1929 года направлен в Монголию, затем Берлин, откуда после ссоры со своим непосредственным начальником С. И. Мрочковским выехал с женой в Латинскую Америку.
В 1934 году вернулся в Москву, где 29 апреля того же года был арестован. После ареста был обвинён в расстрате 52 тысяч долларов и разрыве связей с разведуправлением, коллегией ОГПУ приговорён по статьям 193-9 и 169 УК РСФСР к высшей мере наказания с заменой на 10 лет исправительно-трудовых лагерей. Отбывал наказание в Соловецком лагере особого назначения на острове Анзерский, где был повторно обвинён в контрреволюционной агитации среди заключённых, особой тройкой УНКВД Ленинградской области 14 февраля 1938 года приговорён к высшей мере наказания и расстрелян 17 февраля 1938 года.
Жена — Цецилия Сойбельман.